# Igreja de Masthugget
A Igreja de Masthugget (em sueco:  Masthuggskyrkan) é uma igreja luterana, localizada no bairro de Masthugget, na cidade sueca de Gotemburgo. Esta igreja foi inaugurada em 1914, e pertence à Diocese de Gotemburgo da Igreja da Suécia.
A Igreja de Masthugget é a primeira silhueta de Gotemburgo, que se avista, quando uma embarcação se aproxima de Gotemburgo. O seu exterior - em tijolo vermelho escuro - está desenhado em estilo romântico nacional, e o seu interior dá uma sensação de Idade Média e Era Viquingue.